# C'est dur d'être un homme : Il était une fois Tora-san
Série C'est dur d'être un homme
C'est dur d'être un homme : En route pour Hokkaidō !
(1987) C'est dur d'être un homme : Quelle salade !
(1988)
Pour plus de détails, voir Fiche technique et Distribution.
C'est dur d'être un homme : Il était une fois Tora-san (男はつらいよ 寅次郎物語, Otoko wa tsurai yo: Torajirō monogatari) est un film japonais réalisé par Yōji Yamada et sorti en 1987. C'est le 39e film de la série C'est dur d'être un homme.

## Fiche technique
- Titre : C'est dur d'être un homme : Il était une fois Tora-san[1]
- Titre original : 男はつらいよ 寅次郎物語 (Otoko wa tsurai yo: Torajirō monogatari?)
- Réalisation : Yōji Yamada
- Scénario : Yōji Yamada et Yoshitaka Asama
- Photographie : Tetsuo Takaha (ja)
- Montage : Iwao Ishii (ja)
- Musique : Naozumi Yamamoto
- Décors : Mitsuo Degawa
- Son : Isao Suzuki (ja) et Ryūji Matsumoto (ja)
- Producteur : Kiyoshi Shimazu
- Société de production : Shōchiku
- Pays de production :  Japon
- Langue originale : japonais
- Format : couleur — 2,35:1 — 35 mm — son mono
- Genres : comédie dramatique ; romance
- Durée : 101 minutes[2] (métrage : sept bobines - 2 780 m[2])
- Dates de sortie :
  - Japon : 26 décembre 1987[2]

## Distribution
- Kiyoshi Atsumi : Torajirō Kuruma / Tora-san
- Chieko Baishō : Sakura Suwa, sa demi-sœur
- Masami Shimojō (ja) : Ryūzō Kuruma, son oncle
- Chieko Misaki (ja) : Tsune Kuruma, sa tante
- Gin Maeda (en) : Hiroshi Suwa, le mari de Sakura
- Hidetaka Yoshioka : Mitsuo Suwa, le fils de Sakura et de Hiroshi
- Kumiko Akiyoshi : Takako
- Midori Satsuki (ja) : Fude
- Momoko Kōchi : Kimiko
- Tatsuo Matsumura : Kikuda
- Yūichirō Itō : Hideyoshi
- Issei Ogata : policier
- Hisao Dazai (ja) : Umetarō Katsura, le voisin imprimeur
- Jun Miho : Akemi, la fille d'Umetarō Katsura
- Gajirō Satō (ja) : Genko
- Chishū Ryū : Gozen-sama, le grand prêtre

## Distinctions
Sauf indication contraire, les informations mentionnées dans cette section peuvent être confirmées par la base de données cinématographiques IMDb,  présente dans la section « Liens externes ».

### Récompenses
- Nikkan Sports Film Awards 1988 : prix du meilleur acteur pour Kiyoshi Atsumi[3],[4]

### Nominations
- Japan Academy Prize 1989 : meilleur réalisateur pour Yōji Yamada, du meilleur scénario pour Yōji Yamada et Yoshitaka Asama, meilleure actrice dans un second rôle pour Kumiko Akiyoshi et du meilleur son pour Isao Suzuki (ja) et Ryūji Matsumoto (ja)[5]